# Biar

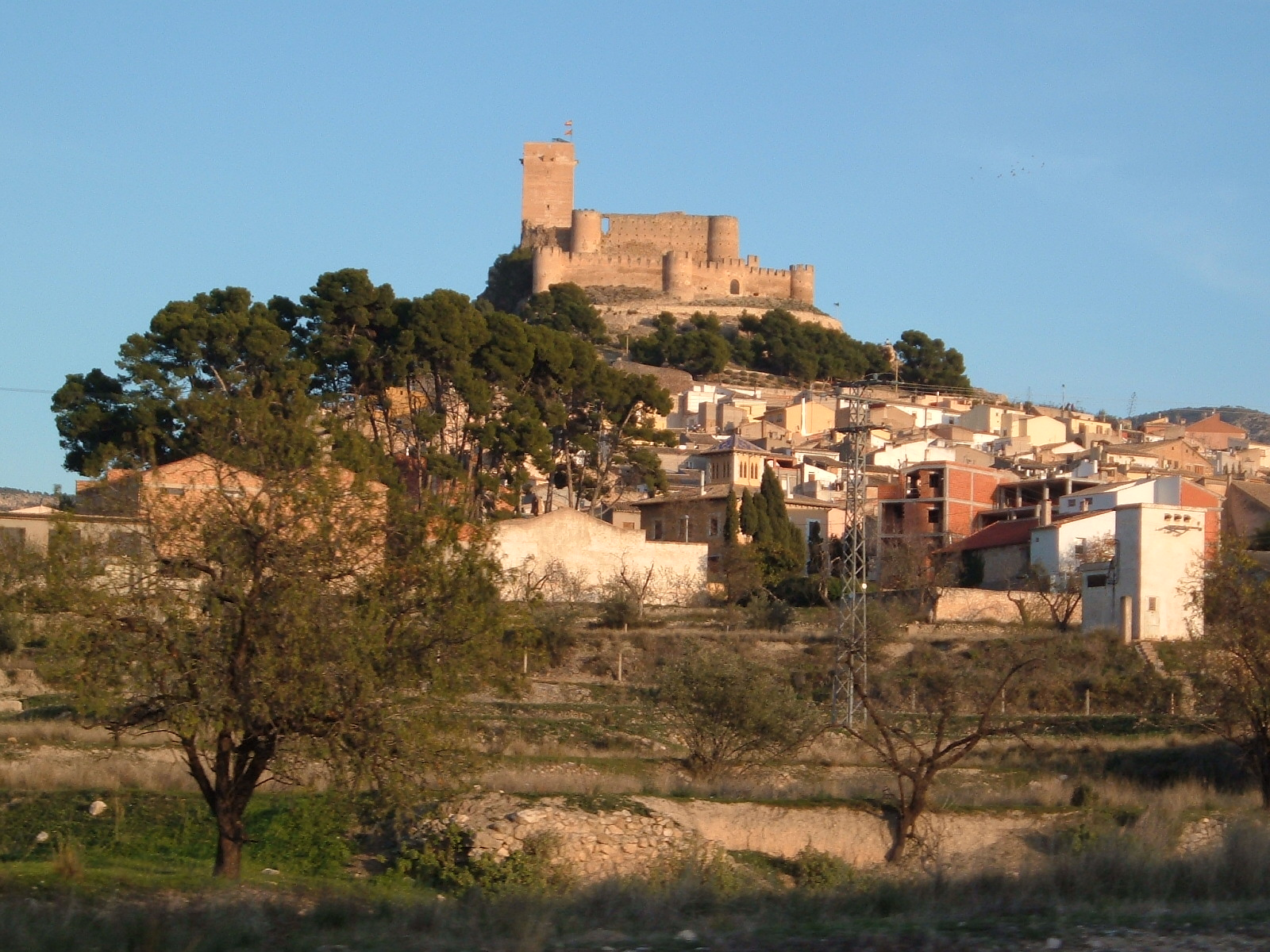
Kasteel van Biar.

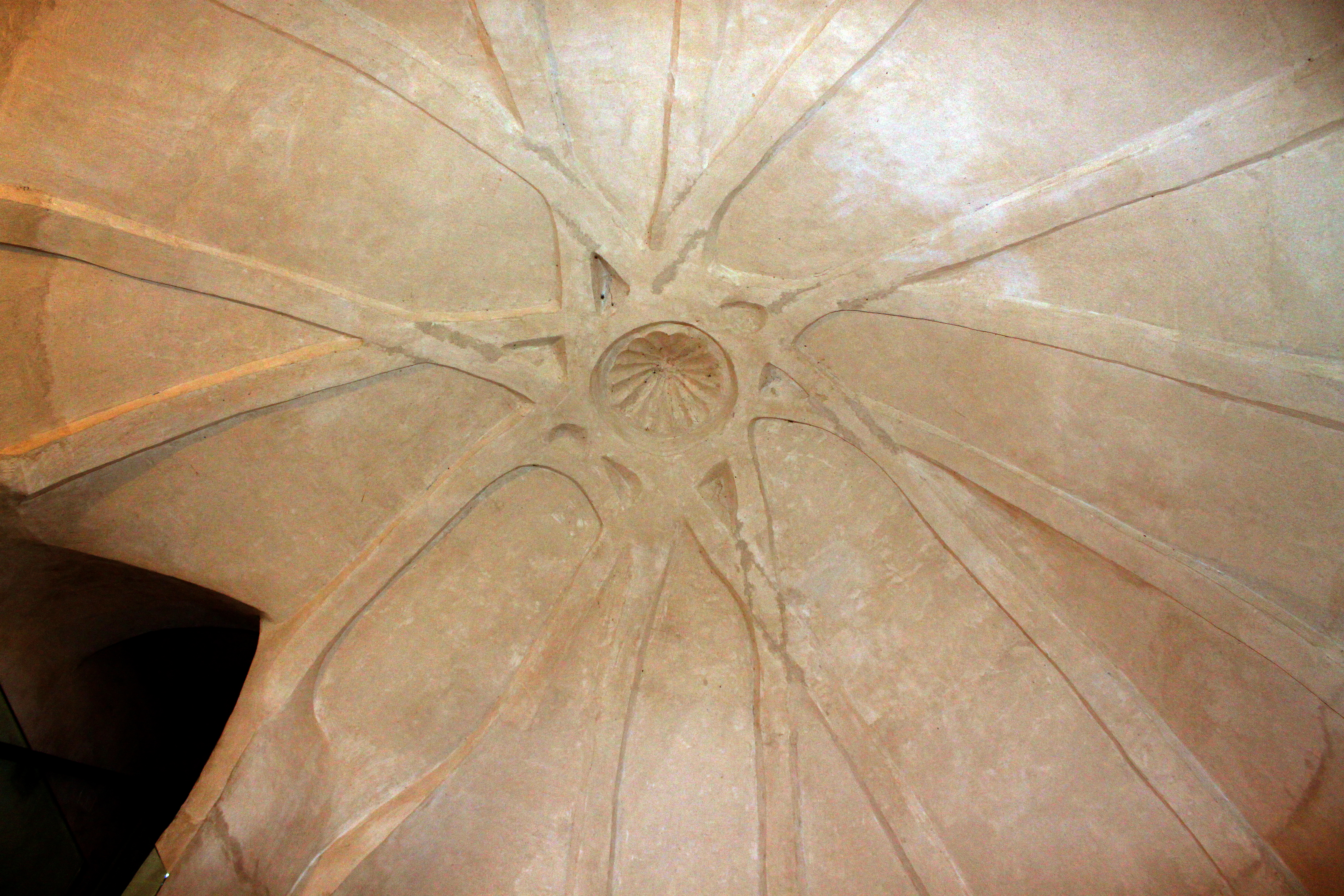
Een van de grootste koepels uit de tijd van het Kalifaat van de Almohaden.

Biar is een gemeente in de Spaanse provincie Alicante in de regio Valencia met een oppervlakte van 98 km². Biar telt 3.647 inwoners (1 januari 2016).

## Kasteel van Biar
Het kasteel van Biar ligt op een heuvel van waaruit het de stad Biar domineert.
De bouw werd 12e eeuw opgestart door de Almohaden. Samen met de kastelen van Petrer, Sax, Castalla en Villena bevindt het gebouw zich in de vallei van de "Rio Vinalopó", gelegen in de provincie Alicante. Ze zijn de stille getuige van oude gevechten gestreden in deze regio. Het ontstaan van deze monumenten bevindt zich in de tijd van Rodrigo Díaz de Vivar, beter bekend onder onder zijn bijnaam El Cid Campeador (Heer Kampioen) of kortweg El Cid. en in de grensgevechten tussen de Moren en Christenen tijdens de Reconquista of de herovering van Spanje door de laatstgenoemden.
Het gebouw werd verstrekt tijdens de 13e eeuw bij de gevechten tussen de Kroon van Aragón en de Kroon van Castilië.
Het gebouw verloor reeds zijn functie tijdens de Vroegmoderne Tijd.
Het kasteel werd bij besluit van 3 juni 1931 uitgeroepen tot een historisch-artistiek monument en werd eigendom van de Tesoro Artístico Nacional.

## Demografische ontwikkeling
Bron: INE, 1857-2011: volkstellingen
Agost · Agres · Aigües · Albatera · Alcalalí · Alcocer de Planes · Alcoleja · Alcoy · Alfafara · Algorfa · Algueña · Alicante · Almoradí · Almudaina · Altea · Aspe · Balones · Banyeres de Mariola · Benasau · Beneixama · Benejúzar · Benferri · Beniarbeig · Beniardá · Beniarrés · Benidoleig · Benidorm · Benifallim · Benifato · Benigembla · Benijófar · Benilloba · Benillup · Benimantell · Benimarfull · Benimassot · Benimeli · Benissa · Benitachell · Biar · Bigastro · Bolulla · Busot · Callosa d'en Sarrià · Callosa de Segura · Calp · Campo de Mirra  · Cañada· Castalla · Castell de Castells · Catral · Cocentaina · Confrides · Cox · Crevillent · Daya Nueva · Daya Vieja · Dénia · Dolores · El Campello · El Castell de Guadalest · El Ràfol d'Almúnia · El Verger · Elche · Elda · Els Poblets · Facheca · Famorca · Finestrat · Formentera del Segura · Gaianes · Gata de Gorgos · Gorga · Granja de Rocamora · Guardamar del Segura · Hondón de las Nieves · Hondón de los Frailes · Ibi · Jacarilla · Jávea · Jijona · L'Alfàs del Pi · L'Alqueria d'Asnar · L'Atzúbia · La Nucia · La Romana · La Vall d'Alcalà · La Vall d'Ebo · La Vall de Laguar · Llíber · Lorcha · Los Montesinos · Millena · Monforte del Cid · Monóvar · Murla · Muro de Alcoy · Mutxamel · Novelda · Ondara · Onil · Orba · Orihuela · Orxeta · Parcent · Pedreguer · Pego · Penàguila · Petrer · Pilar de la Horadada · Pinoso · Planes · Polop · Quatretondeta · Rafal · Redován · Relleu · Rojales · Sagra · Salinas · San Fulgencio · San Isidro · San Miguel de Salinas · San Vicente del Raspeig · Sanet y Negrals · Sant Joan d'Alacant · Santa Pola · Sax · Sella · Senija · Tàrbena · Teulada · Tibi · Tollos · Tormos · Torremanzanas · Torrevieja · Vall de Gallinera · Villajoyosa · Villena · Xaló